# Cipro ai Giochi olimpici
Cipro ha partecipato per la prima volta ai Giochi olimpici nel 1980, sia nell'edizione estiva che in quella invernale, e da allora ha partecipato a tutte le edizioni.
Alle Olimpiadi di Londra 2012 Cipro ha conquistato la sua prima medaglia olimpica, l'argento di Pavlos Kontidīs nella classe Laser della vela, risultato poi ripetuto a Parigi 2024.
Non essendo la Repubblica Turca di Cipro del Nord riconosciuta internazionalmente, non ha un Comitato Olimpico riconosciuto, e i suoi atleti non partecipano ai Giochi.
Il Comitato Olimpico Cipriota, fondato nel 1974, è stato riconosciuto dal CIO nel 1979.

## Medaglieri

### Medaglie alle Olimpiadi estive
| Giochi           | Oro | Argento | Bronzo | Totale |
| ---------------- | --- | ------- | ------ | ------ |
| Mosca 1980       | 0   | 0       | 0      | 0      |
| Los Angeles 1984 | 0   | 0       | 0      | 0      |
| Seul 1988        | 0   | 0       | 0      | 0      |
| Barcellona 1992  | 0   | 0       | 0      | 0      |
| Atlanta 1996     | 0   | 0       | 0      | 0      |
| Sydney 2000      | 0   | 0       | 0      | 0      |
| Atene 2004       | 0   | 0       | 0      | 0      |
| Pechino 2008     | 0   | 0       | 0      | 0      |
| Londra 2012      | 0   | 1       | 0      | 1      |
| Rio 2016         | 0   | 0       | 0      | 0      |
| Tokyo 2020       | 0   | 0       | 0      | 0      |
| Parigi 2024      | 0   | 1       | 0      | 1      |
| Totale           | 0   | 2       | 0      | 2      |

### Medaglie alle Olimpiadi invernali
| Giochi              | Oro | Argento | Bronzo | Totale |
| ------------------- | --- | ------- | ------ | ------ |
| Lake Placid 1980    | 0   | 0       | 0      | 0      |
| Sarajevo 1984       | 0   | 0       | 0      | 0      |
| Calgary 1988        | 0   | 0       | 0      | 0      |
| Albertville 1992    | 0   | 0       | 0      | 0      |
| Lillehammer 1994    | 0   | 0       | 0      | 0      |
| Nagano 1998         | 0   | 0       | 0      | 0      |
| Salt Lake City 2002 | 0   | 0       | 0      | 0      |
| Torino 2006         | 0   | 0       | 0      | 0      |
| Vancouver 2010      | 0   | 0       | 0      | 0      |
| Soči 2014           | 0   | 0       | 0      | 0      |
| Pyeongchang 2018    | 0   | 0       | 0      | 0      |
| Pechino 2022        | 0   | 0       | 0      | 0      |
| Totale              | 0   | 0       | 0      | 0      |

### Medagliati
| Medaglia | Atleta          | Edizione    | Sport | Evento       |
| -------- | --------------- | ----------- | ----- | ------------ |
| Argento  | Pavlos Kontidīs | Londra 2012 | Vela  | Classe Laser |
| Argento  | Pavlos Kontidīs | Parigi 2024 | Vela  | Classe Laser |